# Sertifera major
Sertifera major är en orkidéart som beskrevs av Rudolf Schlechter. Sertifera major ingår i släktet Sertifera och familjen orkidéer. Inga underarter finns listade i Catalogue of Life.